# Lucjan Puchalski
Lucjan Puchalski (ur. 20 września 1957 w Wałbrzychu) – polski filolog, prof. dr hab. nauk humanistycznych, profesor zwyczajny Instytutu Filologii Germańskiej Wydziału Filologicznego Uniwersytetu Wrocławskiego i profesor nadzwyczajny Karkonoskiej Państwowej Szkoły Wyższej w Jeleniej Górze Wydziału Nauk Humanistycznych i Społecznych.

## Życiorys
W 1980 ukończył studia germanistyczne na Uniwersytecie Wrocławskim. Następnie rozpoczął studia doktoranckie na macierzystej uczelni ukończone w 1985. W tym samym roku został zatrudniony w Zakładzie Literatury Niemieckiej w Instytucie Filologii Germańskiej UW. W 1987 obronił pracę doktorską Recepcja Bänkelsangu w literaturze Republiki Weimarskiej napisaną pod kierunkiem Norberta Honszy, w 2001 uzyskał stopień doktora habilitowanego na podstawie pracy Imaginärer Name Österreich. Der literarische Österreichbegriff an der Wende vom 18. zum 19. Jahrhundert. Od 2007 kieruje nowo powstałym Zakładem Literatury Austriackiej w IFG UW 18 października 2012 nadano mu tytuł profesora w zakresie nauk humanistycznych.
Jest zatrudniony na stanowisku profesora zwyczajnego w Instytucie Filologii Germańskiej na Wydziale Filologicznym Uniwersytetu Wrocławskiego, oraz profesora nadzwyczajnego w Karkonoskiej Państwowej Szkoły Wyższej w Jeleniej Górze na Wydziale Nauk Humanistycznych i Społecznych.
Zajmuje się literaturą austriacką oraz literaturą niemieckojęzyczną XVIII wieku, a także polsko-niemieckimi i polsko-austriackimi związkami kulturowymi. Opublikował m.in.  Kabaretowy świat. Estetyczne dziedzictwo kabaretu w literaturze Republiki Weimarskiej (1991), Imaginärer Name Österreich. Der literarische Österreichbegriff an der Wende vom 18. zum 19. Jahrhundert (2000), Oświecenie po austriacku. Świat przedstawiony w operach Wolfganga Amadeusza Mozarta (2011)